# Benjamin Dispecker
Benjamin Dispecker (hebräisch בנימין  דיספקר, eigentlich Abraham Benjamin Dispecker), geboren um 1799 im fränkischen Merchingen als Sohn des Rabbiners Samuel Dispecker und dessen Ehefrau Esther Neumark, gestorben am 25. Februar 1828 in Breisach am Rhein, war Bezirksrabbiner in Baden.
Benjamin Dispecker besuchte das Lyzeum und die Jeschiwa in Karlsruhe und studierte ab dem 29. Oktober 1821 vier Semester an der Universität Würzburg. 1824 wurde er Rabbinatskandidat in Karlsruhe und 1825 der erste Bezirksrabbiner in Breisach. Aus der dort am 1. Juni 1825 geschlossenen Ehe mit Jannette Bloch aus Ihringen (geboren um 1802) entstammte der am 30. Mai 1826 geborene Sohn Samuel, der nach Buffalo (USA) auswanderte. Seine Witwe heiratete am 13. November 1828 in Sulzburg den dortigen Schutzbürger Wolf Bloch.

## Werke
- Predigten, gehalten in den Synagogen zu Karlsruhe und Bühl von den Rabbinats-Kandidaten Jakob Ettlinger, Elias Willstätter und Benjamin Dispecker. Karlsruhe 1824.